# Самех Дербалі
Самех Дербалі (фр. Sameh Derbali, араб. سامح الدربالي, нар. 23 листопада 1986, Джілма) — туніський футболіст, захисник клубу «Есперанс» і національної збірної Тунісу.

## Клубна кар'єра
У дорослому футболі дебютував 2006 року виступами за команду клубу «Есперанс», в якій провів три сезони, взявши участь у 32 матчах чемпіонату. 
Протягом 2009—2010 років захищав кольори команди клубу «Олімпік» (Бежа).
2010 року повернувся до «Есперанса». Цього разу відіграв за команду зі столиці Тунісу наступні шість сезонів своєї ігрової кар'єри.
Протягом 2016—2017 років знову захищав кольори команди клубу «Олімпік» (Бежа).
2017 року утретє став гравцем клубу «Есперанс». Після повернення спочатку став чемпіоном Тунісу в сезоні 2017/18, а згодом — володарем Ліги чемпіонів КАФ 2018.

## Виступи за збірну
2011 року дебютував в офіційних матчах у складі національної збірної Тунісу.